# Jewgienij Jewtuszenko
Jewgienij Aleksandrowicz Jewtuszenko, ros. Евгений Александрович Евтушенко (ur. 18 lipca 1932 w Zimie, zm. 1 kwietnia 2017 w Tulsie) – rosyjski poeta, reżyser i scenarzysta filmowy.

## Życiorys
Syn geologa Aleksandra Gangnusa. Początkowo nosił nazwisko Gangnus, z czasem przyjął nazwisko matki. W latach 1952–1957 studiował w Instytucie Literackim im. Gorkiego, z którego został wydalony za poparcie powieści Nie samym chlebem... Władimira Dudincewa.
Publikować zaczął w 1949. W swoich utworach zaczął krytykować Józefa Stalina. Zyskał szeroką popularność w latach 60. dzięki podejmowaniu problemów mieszkańców Związku Radzieckiego oraz nowatorskiej formie utworów.
Zasiadał w jury konkursu głównego na 59. MFF w Wenecji (2002).

## Wybrana twórczość[1]

### Powieści
- 1982 – Tam, gdzie rosną jagody (ros. Ягодные места)
- 1991-1993 – Nie umiraj prieżdie smierti (ros. Не умирай прежде смерти)

### Nowele i opowiadania
- 1967 – Pearl Harbour (ros. Пирл-Харбор)
- 1981 – Ardabioła (ros. Ардабиола)

### Poematy
- 1953-1956 – Stacja Zima (ros. Станция Зима)
- 1961 – Babi jar (ros. Бабий яр)
- 1965 – Bracka GES (ros. Братская ГЭС), Puszkinskij pieriewał (ros. Пушкинский перевал)
- 1967 – Corrida (ros. Коррида)
- 1968 – Pod kożej statui Swobody (ros. Под кожей статуи Свободы)
- 1970 – Uniwersytet Kazański (ros. Казанский университет)
- 1974 – Snieg w Tokio (ros. Снег в Токио)
- 1976 – Iwanowskije sitcy (ros. Ивановские ситцы)
- 1977 – Siewiernaja nadbawka (ros. Северная надбавка)
- 1974-1978 – Gołub’ w Sant’jago (ros. Голубь в Сантьяго)
- 1980 – Nieprjawda (ros. Непрядва)
- 1982 – Mama i niejtronnaja bomba (ros. Мама и нейтронная бомба)
- 1984 – Dalnjaja rodstwiennica (ros. Дальняя родственница)
- 1985 – Fuku! (ros. Фуку!)
- 1996 – Trinadcat' (ros. Тринадцать)
- 1969-2000 – W połnyj rost (ros. В полный рост)
- 1975-2000 – Prosieka (ros. Просека)

### Zbiory wierszy
- 1952 – Razwiedczyki grjaduszczego (ros. Разведчики грядущего)
- 1955 – Trietij snieg (ros. Третий снег)
- 1956 – Szosse Entuziastow (ros. Шоссе Энтузиастов)
- 1957 – Obieszczanije (ros. Обещание)
- 1959 – Łuk i lira (ros. Лук и лира), Stichi raznych let (ros. Стихи разных лет)
- 1960 – Jabłoko (ros. Яблоко)
- 1962 – Wzmach ruku (ros. Взмах руки), Nieżnost' (ros. Нежность)
- 1966 – Katier swjazi (ros. Катер связи)
- 1967 – Bratskaja GES (ros. Братская ГЭС)
- 1969 – Idut biełyje sniegi (ros. Идут белые снеги)
- 1971 – Ja sibirskoj porody (ros. Я сибирской породы)
- 1972 – Pojuszczaja damba (ros. Поющая дамба), Doroga nomier odin (ros. Дорога номер один)
- 1973 – Intimnaja lirika (ros. Интимная лирика)
- 1975 – Otcowskij słuch (ros. Отцовский слух)
- 1977 – W połnyj rost (ros. В полный рост)
- 1978 – Utriennij narod (ros. Утренний народ), Prisjaga prostoru (ros. Присяга простору)
- 1980 – Swarka wzrywom (ros. Сварка взрывом)
- 1982 – Dwie pary łyż (ros. Две пары лыж)
- 1983 – Otkuda rodom ja (ros. Откуда родом я)
- 1985 – Poczti naposledok (ros. Почти напоследок)
- 1987 – Zawtrasznij wietier (ros. Завтрашний ветер)
- 1989 – 1989 (ros. 1989), Grażdanie, posłuszajtie mienja (ros. Граждане, послушайте меня)
- 1990 – Zielonaja kalitka (ros. Зелёная калитка), Poslednjaja popytka (ros. Последняя попытка)
- 1991 – Biełorusskaja krowinka (ros. Белорусская кровинка)
- 1993 – Niet let: lubownaja lirika (ros. Нет лет: любовная лирика)
- 1994 – Zołotaja zagadka moja (ros. Золотая загадка моя)
- 1995 – Mojo samoje-samoje (ros. Моё самое-самое), Poslednije slozy (ros. Последние слёзы)
- 1997 – Miedlennaja lubow' (ros. Медленная любовь), Niewyliwaszka (ros. Невыливашка)
- 1999 – Kradzione jabłka (ros. Краденные яблоки)
- 2001 – Ja prorwus’ w dwadcat’ pierwyj wiek... (ros. Я прорвусь в двадцать первый век…)
- 2007 – Okno wychodit w bełyje dieriew’ja (ros. Окно выходит в белые деревья)
- 1969-2009 – Moja futboliada (ros. Моя футболиада)
- 2011 – Możno wsjo spasti (ros. Можно всё ещё спасти)
- 2012 – Sczast’ja i raspłaty (ros. Счастья и расплаты)
- 2013 – Nie umieju proszczat’cja (ros. Не умею прощаться)

### Publicystyka
- 1970 – Primieczanija k awtobiografii (ros. Примечания к автобиографии)
- 1980 – Tałant jest’ czudo niesłuczajnoje (ros. Талант есть чудо неслучайное)
- 1987 – Zawtrasznij wietier (ros. Завтрашний ветер)
- 1990 – Politika – priwilegija wsiech (ros. Политика – привилегия всех)

### Scenariusze filmowe
- 1964: Ja, Kuba

## Odznaczenia i nagrody
- Order „Za zasługi dla Ojczyzny” III klasy (10 marca 2004)[2]
- Order Znak Honoru (1969)[3]
- Order Czerwonego Sztandaru Pracy (1983)
- Nagroda Państwowa ZSRR (1984)
- Order Przyjaźni Narodów (16 lipca 1993)[4]
- Nagroda Państwowa Federacji Rosyjskiej (2010)
- Order Bernardo O’Higginsa (Chile, 2009)[5]

I medale.